# Lalit Suri
Lalit Suri (Rawalpindi, Brits-Indië, 15 april 1947 - Londen, 10 oktober 2006) was een Indiase hotelier en politicus.
Hij stond bekend als de 'ongekroonde hotelkoning' van India.
Suri volgde een opleiding aan het Sri Ram College of Commerce in de Indiase hoofdstad New Delhi. Zijn loopbaan begon hij in 1971 in het familiebedrijf Delhi Automobile Ltd. Deze firma verbreedde in 1982 haar zakelijke activiteiten met het hotelwezen; 
Suri kreeg over het geheel de leiding. 
Van lieverlee wist Suri steeds meer hotels - de Bharat Hotels genaamd - in allerlei delen van India te openen. In 1988 gaf hij opdracht om een eerste hotel van de firma in de hoofdstad neer te zetten. Ook verrezen er grote hotels in Bombay, Bangalore, Panaji (het vroegere Goa), Udaipur and Khajuraho. Een van de grootste hotels was het InterContinental The Grand in Delhi. Ook zorgde Suri voor de totstandkoming van diverse beleidsaanbevelingen voor de toeristensector. 
Naast deze werkzaamheden bezat Suri ook een krant - de "Midday" in Delhi. En sinds 2002 was hij als onafhankelijk politicus namens Uttar Pradesh in de Rajya Sabha (de Indiase Eerste Kamer) vertegenwoordigd.

Zijn bedrijvigheid leverde hem enkele prestigieuze prijzen op.
Tijdens een bezoek aan het Verenigd Koninkrijk overleed Lalit Suri op 59-jarige leeftijd aan een hartaanval.